# Клермонт (Флорида)
Клермонт (енгл. Clermont) град је у америчкој савезној држави Флорида. По попису становништва из 2010. у њему је живело 28.742 становника.

## Демографија
Према попису становништва из 2010. у граду је живело 28.742 становника, што је 19.409 (208,0%) становника више него 2000. године.
| Група             | 2000.         | 2010.          |
| Белци             | 7.466 (80,0%) | 17.377 (60,5%) |
| Афроамериканци    | 1.127 (12,1%) | 4.141 (14,4%)  |
| Азијати           | 83 (0,9%)     | 1.203 (4,2%)   |
| Хиспаноамериканци | 533 (5,7%)    | 5.102 (17,8%)  |
| Укупно            | 9.333         | 28.742         |